# Латишівка (Конотопський район)
Латиші́вка — село в Україні, у Конотопському районі Сумської області. Населення становить 18 осіб. До 2018 орган місцевого самоврядування — Зінівська сільська рада.

## Географія
Село Латишівка знаходиться на правому березі річки Сейм, вище за течією на відстані 2 км розташоване село Харівка, нижче за течією на відстані 2 км розташоване місто Путивль. Поруч проходить автомобільна дорога Т 1908.

## Історія
12 червня 2020 року, відповідно до розпорядження Кабінету Міністрів України № 723-р «Про визначення адміністративних центрів та затвердження територій територіальних громад Сумської області», село увійшло до складу Путивльської міської громади.
19 липня 2020 року, в результаті адміністративно-територіальної реформи та ліквідації Путивльського району, увійшло до складу новоутвореного Конотопського району.

## Населення
Згідно з переписом УРСР 1989 року чисельність наявного населення села становила 43 особи, з яких 19 чоловіків та 24 жінки.
За переписом населення України 2001 року в селі мешкало 18 осіб.

### Мова
Розподіл населення за рідною мовою за даними перепису 2001 року:
| Мова       | Чисельність | Відсоток |
| ---------- | ----------- | -------- |
| українська | 13          | 72,22%   |
| російська  | 5           | 27,78%   |
| Усього     | 18          | 100%     |